# Mesopolobus superansi
Mesopolobus superansi är en stekelart som beskrevs av Yang och Gu 1995. Mesopolobus superansi ingår i släktet Mesopolobus och familjen puppglanssteklar. Inga underarter finns listade i Catalogue of Life.